# Les Aveugles et l'Éléphant

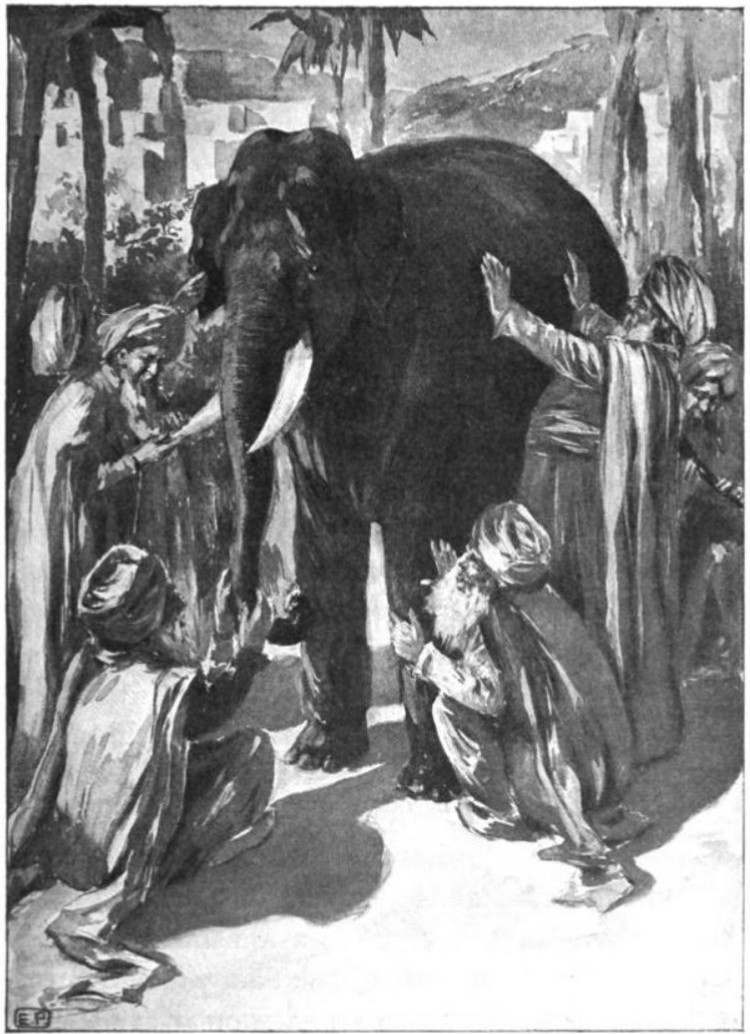
Les aveugles et l'éléphant.

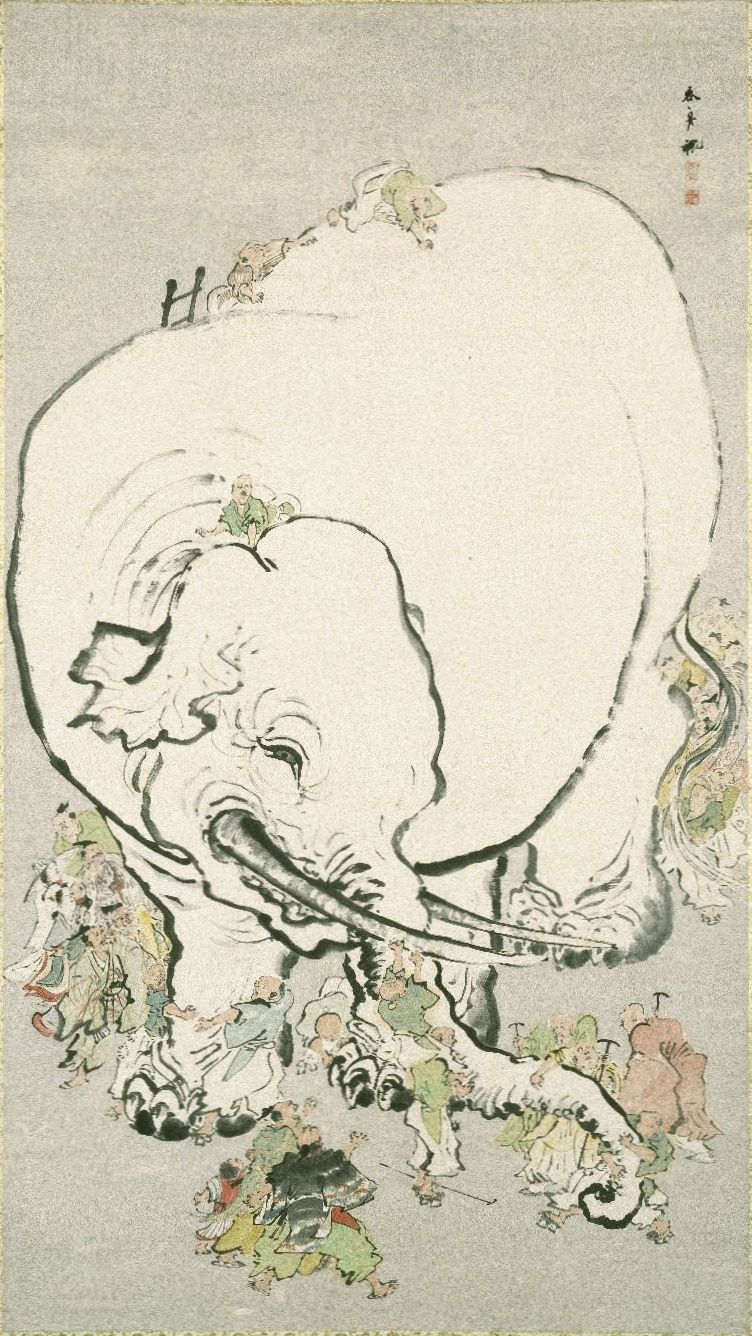
Les aveugles évaluant un éléphant d'Ohara Donshu, Brooklyn Museum.

Les Aveugles et l'Éléphant est une fable d’origine indienne. Elle met en scène six aveugles qui doivent décrire un éléphant, chacun touchant seulement une partie de son corps, ce qui les amène à avoir des représentations partielles et différentes de l'animal. Lorsqu'ils confrontent ensuite leurs idées, ils entrent en désaccord, doutent même de la sincérité de leurs interlocuteurs et, dans certaines versions, en viennent aux coups.
La morale de la parabole est que chaque humain a tendance à revendiquer une vérité absolue fondée sur son expérience subjective limitée, car il ignore les expériences subjectives limitées des autres, qui peuvent être également véridiques.

## Versions

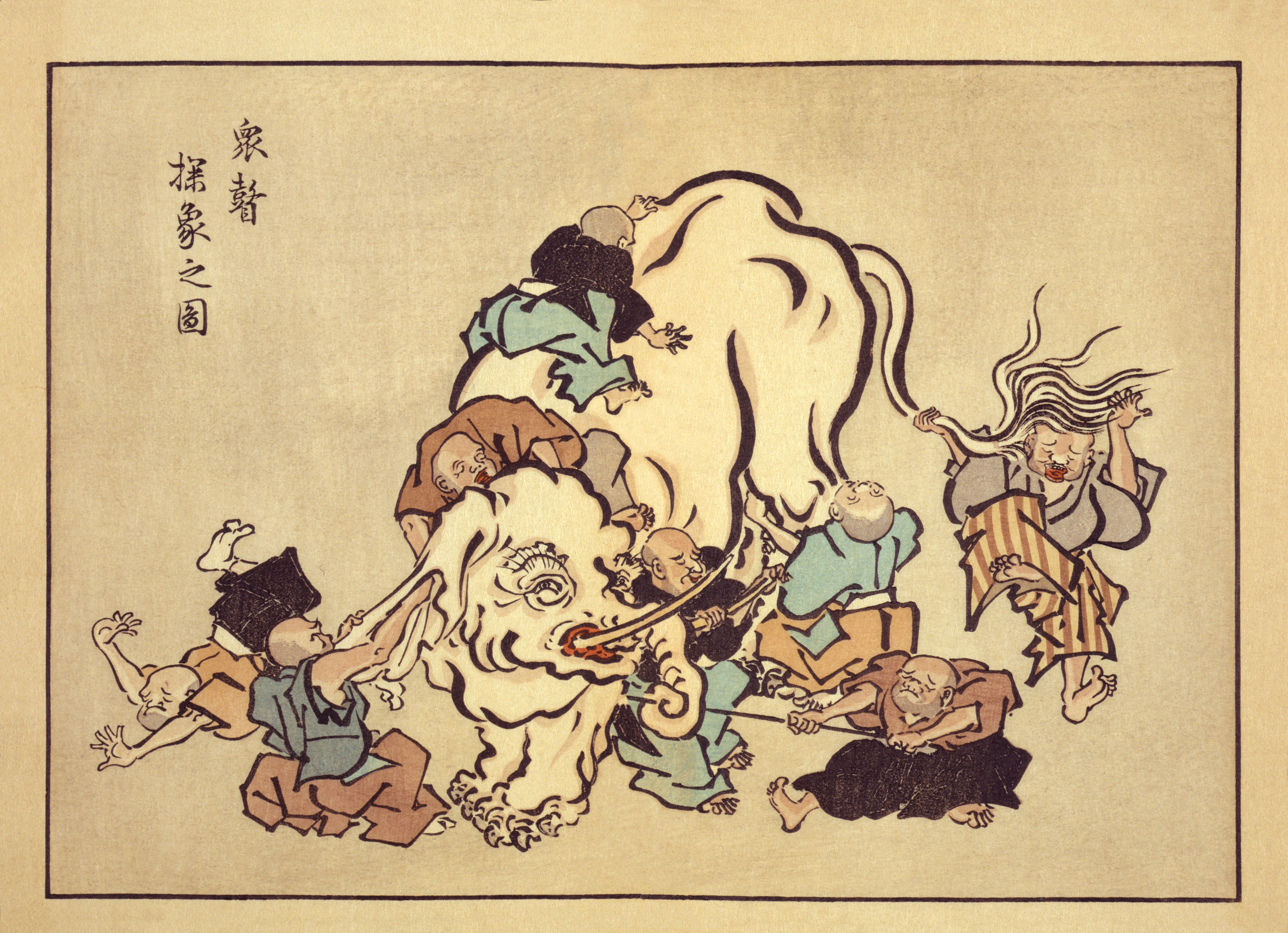
Six aveugles examinantun éléphant

Dans le bouddhisme, le sutra intitulé Tittha Sutta (« Les Sectaires »), dans le recueil Udana (6:4), , contient l'une des plus anciennes versions de l'histoire. Elle est datée d'environ 500 av. J.-C., du vivant du Bouddha, bien que la parabole soit probablement plus ancienne encore que le texte bouddhiste.
Une autre version de la parabole décrit des hommes qui voient mais dont les yeux sont bandés, en train de palper, par une nuit sombre, une grande statue  ou un gros objet. Ils décrivent ensuite ce qu'ils ont perçu .
Dans ses différentes versions, cette parabole a traversé de nombreuses traditions religieuses et existe dans les textes jaïnistes, hindous et bouddhiques du premier millénaire de notre ère ou avant. L'histoire apparaît également dans les traditions soufies et bahá’íe. Au XIXe siècle, on retrouve le conte en Occident chez le poète américain John Godfrey Saxe qui crée sa propre version dans laquelle le dernier vers explique que l'éléphant est une métaphore de Dieu et que les différents aveugles représentent des religions qui sont en désaccord sur quelque chose que personne n'a pleinement expérimenté.
Au Japon, l'histoire est utilisée pour expliquer que des hommes ordinaires ne parviennent souvent pas à comprendre un grand homme ou son grand travail.